# Эпштейн, Хелен
Хелен Эпштейн (род. 1947 в Праге) — американская писательница-документалист, биограф, переводчица, журналистка.

## Биография
Она выросла в Нью-Йорке и училась там в Hunter College High School. Потом учила музыковедение в еврейской университете в Иерусалиме. В 1971 ей присудили академическую степень в журналистской школе «Columbia Graduate School for Journalism». Там началась её длительная дружба с общественном критиком Марго Джефферсон. После присуждения академической степени Эпштейн работала свободной журналисткой для разных журналов, как The National Jewish Monthly и The Sunday New York Times. Она написала её первую заглавную историю о музыканте Ed Birdwell. За её работы о искусствоведе Майер Шапиро и известных музыкантах как Владимир Горовиц, Леонард Бернстайн или Йо-Йо Ма и были присуждены многие награды. Она стойко отстаивала понятие"второе поколение после Холокоста".
Она была первой женщиной-профессором журналистики в Нью-Йоркском университете (1981), в течение 12 лет обучила около тысячи студенто. Она часто выступает как приглашённый лектор в университетах, библиотеках и религиозных учреждениях в Северной Америке и за рубежом.
Живёт с мужем и обоими сыновьями под Бостоном.